# جیم لس
جیم لس (انگلیسی: Jim Les؛ زادهٔ ۱۸ اوت ۱۹۶۳) بازیکن بسکتبال اهل ایالات متحده آمریکا است.
از باشگاه‌هایی که در آن بازی کرده‌است می‌توان به ساکرامنتو کینگز، لس آنجلس کلیپرز، و آتلانتا هاوکس اشاره کرد.